# Eccoptosage eucephala
Eccoptosage eucephala là một loài tò vò trong họ Ichneumonidae.